# 마이틸리샤란 굽트

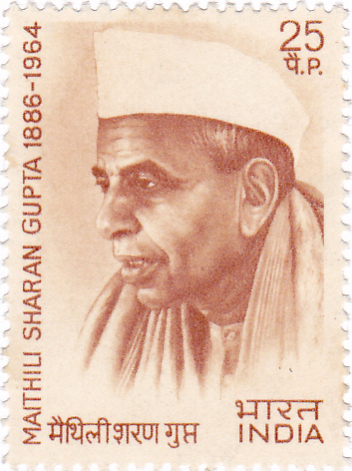

마이틸리샤란 굽트(Maithili Sharan Gupt, 1886년 8월 3일 ~ 1964년 12월 12일)는 인도의 힌디 시인으로, 시대를 반영한 교훈적인 시집 <인도의 소리> <힌두> <자국(自國)의 노래> 등이 널리 애송되었고, 독립운동에서 커다란 역할을 담당하였다. 특히 <인도의 소리>(1912)는 과거의 영광과 슬픈 현실을 들어 국민의 자각을 촉구하는 동시에, 당시 발달을 보지 못했던 힌디어를 정비한 공적이 지대하다. 힌디 문학회상(賞)을 수상한 <사케트>와 <야쇼다라> 등 뛰어난 서사시도 많다.